# Gertrude van Saksen
Gertrude van Saksen (18 april 1115 – 18 april 1143) was het enige kind van Keizer Lotharius III en van Richenza van Northeim. Zij trouwde (29 mei 1127, op de locatie van de Slag op het Lechveld) met Hendrik de Trotse, hertog van Beieren en leider van de Welfen. Hendrik en Gertrude kregen één kind: Hendrik de Leeuw die alleen al door zijn erfenis een van de belangrijkste edelen in Duitsland zou worden. Na de dood van Hendrik (1139) was haar zoon nog minderjarig. Richenza speelde een belangrijke rol in de behartiging van Hendriks belangen. Een van de belangrijke twistpunten was de hertogstitel van Beieren. In 1142 werd een compromis bereikt waardoor Gertrude met de toenmalige hertog van Beieren trouwde: Hendrik II van Oostenrijk (1 mei 1142). Hun erfgenaam zou dan Beieren erven maar Hendrik en Gertrude kregen alleen een dochter Richardis (1143) en Gertrude overleed aan de gevolgen van de bevalling. Hendrik de Leeuw zou daardoor aanspraak blijven maken op Beieren en het hertogdom uiteindelijk ook verwerven. Gertrude werd begraven in Klosterneuburg. 
Richardis (voor 18 april 1143 - 25 of 25 februari 1200) trouwde met landgraaf Hendrik van Stefling (ovl. op 1 mei na 1190). Hij was zoon van Otto II, burggraaf van Regensburg en landgraaf van Stefling, en van Adelheid van Wittelsbach. Ze kregen twee zoons waarvan de oudste zijn vader opvolgde en de jongste kanunnik werd in Bamberg. Richardis werd begraven in Klosterneuburg.
Hendrik van Oostenrijk hertrouwde met Theodora Komnena.